# 褶襞鸟蛤
褶襞鸟蛤（学名：Fulvia aperta），又名薄壳鸟蛤或氣泡鳥尾蛤，是帘蛤目鸟尾蛤科薄壳鸟蛤属的一种。主要分布于南中國海，常生活于潮间带及浅海沙质海滩。